# Паранаука
Паранау́ка (дав.-гр. παρα — біля, коло, суміжність) — група концепцій і припущень ідейно-гіпотетичного, теоретичного характеру, що близькі до застосування наукової методології до предметів ненаукового й позанаукового характеру (у тому числі до «паранормальних явищ»). 

## Визначення та приклади
За визначенням доктора філософських наук В. А. Кувакіна: «Термін „паранаука“ стосується тверджень або теорій, які більшою або меншою мірою відхиляються від стандартів науки й містять у собі як суттєво помилкові, так і, можливо, дійсні положення. „Пара“ (від грецького pará — біля, повз, поза) як частина складних слів означає, що перебуває поруч, що відхиляється від норми або, що порушує що-небудь. Близькість за змістом понять „квазінаука“ і „паранаука“ дозволяє використовувати їх як синоніми»
Мартін Манер (Martin Mahner) запропонував називати паранаукою всі види ненаукової діяльності, що не є псевдонауковими.
Найяскравішим прикладом є парапсихологія, що тяжіє до поширення психологічної методології у дослідах щодо свого специфічного предмету — неординарні, часом не відтворювані, психічні явища. Паранаукове знання виникає як альтернатива, доповнення до існуючих видів наукового знання, не відповідає критеріям побудови й обґрунтування наукових теорій і не здатне дати раціональне тлумачення досліджуваних фактів. Аксіологічно й ідеологічно паранаукові концепції нерідко пов'язані із плинами антисцієнтичної спрямованості. Через важливість поняття, обговорення феномену паранауки входить до курсів історії науки й філософії науки. Зміст поняття відрізняється від змісту терміна «псевдонаука», що позначає в узагальненій формі ненаукові концепції й вчення, позиційовані або сприйняті як наукові.

## Культурно-історична класифікація паранаукових концепцій
Прийнято виділяти різні типи паранаукових концепцій, зі специфікою приналежності до того або іншого культурно-історичного контексту свого виникнення, залежно від атеїстичних чи релігійних вподобань самих науковців:
- Найдавніші вчення медичного, алхімічного, астрологічного, ворожильного (дивінація) та ін. характеру, що були поширені у найдавніших країнах Єгипту, Вавилону, Індії й Китаю;
- Прадавні вчення аналогічного типу, властиві для Античної Греції й Античного Риму (наприклад, герметизм, мантика, некромантія й нумерологія);
- Неортодоксальні середньовічні вчення (такі як каббала, алхімія);
- Церковні середньовічні вчення (демонологія, екзорцизм, арифмомантія, вчення про пекло);
- Еволюційно висхідні до середньовічного вчення Доби Відродження, Нового й Новітнього Часу (доповнюючи такими напрямками, як фізіогноміка, спіритизм й хіромантія);
- Деякі побічні розробки вчених пізнього часу, на думку деяких були позбавлені власного наукового характеру (наприклад, досвіди по телепатії В. М. Бехтерєва або по досягненню безсмертя через переливання крові Богданова Олександра Олександровича).

## Різноманітність сучасного контексту
У сучасній практиці термін «паранаука» застосовується деякими вченими в різноманітних контекстах:
- Завжди по відношенню до нових теорій, що ще не завоювали авторитету, що не відповідають домінуючій теоретичній парадигмі[5] (див. Протонаука). Приклади таких теорій, як космонавтика К. Ціолковського або теорія дрейфу материків А. Вегенера, що свідчать деякі паранауки згодом мають шанс увійти в сферу до так званої «нормальної» науки[5].
- Стосовно комплексу практичного пізнання світу, для якого не є обов'язковим ідеал наукової раціональності[5]. Наприклад, «народні науки» — народна медицина, народна архітектура, народна педагогіка, народна метеорологія тощо, або сучасні прикладні посібники з різної тематики — «сімейні науки», «кулінарні науки» тощо. Ці дисципліни вчать корисним знанням і навичкам, але не містять системи ідеальних об'єктів, процедур наукового пояснення й пророкування, і тому не піднімаються вище систематизованого й дидактично оформленого досвіду[5].
- Стосовно концепцій і вчення, що перебільшують роль певних природних закономірностей або постулюючим до існування особливих, невідомих офіційній «нормальній» науці або надприродних сутностей, явищ і сил[5]. Наприклад, парапсихологія, уфологія, «окультні науки» — алхімія, астрологія, френологія, геомантія, хіромантія, фізіогноміка, тлумачення сновидінь і т. д..

Ці особливості паранауки наближають її до офіційної науки і суттєво відрізняють її від псевдонауки, надають джерело для досліджень традиційної науки, дають підстави формування нових наукових напрямків. Вчені часто густо досліджують наприклад «народну медицину» з позитивним результатами лікування, перекладають на мову хімії, геронтологія досліджує йогів й т.п., щоби повторити успіх на рівні офіційно визнаної науки. Народ і релігія патенту не має, але взаємодія або схожість на плагіат присутня. Так само важливо відмітити, що особа, котра володіє відповідними паранормальними здібностями як правило не схильна реагувати на провокації тестувань правдивості. А збагачує свою професію і особисте життя, напр. В. Бехтерев практикував телепатію та гіпноз на тваринах й давав свої знання в НКВС (залишилося документальне відео цього факту), В. Мессінг заробляв кошти на естраді демонстрацією телепатії та ясновидіння й викладав розвідникам КДБ свою методику (п'ять сторінок з його спогадів про видану в КДБ особисту методику тренування психіки цензура не дозволила опублікувати) тощо. Умови контролю так званої «нормальної» традиційної науки державними спецслужбами характеризує цікава цитата з біографії вітчизняного вченого С. Корольова: «…був репресований, він неодноразово зносив катування, можна вважати і помер внаслідок отриманих травм. Його так били в НКВС, що зламали щелепи».